# Tolkamer

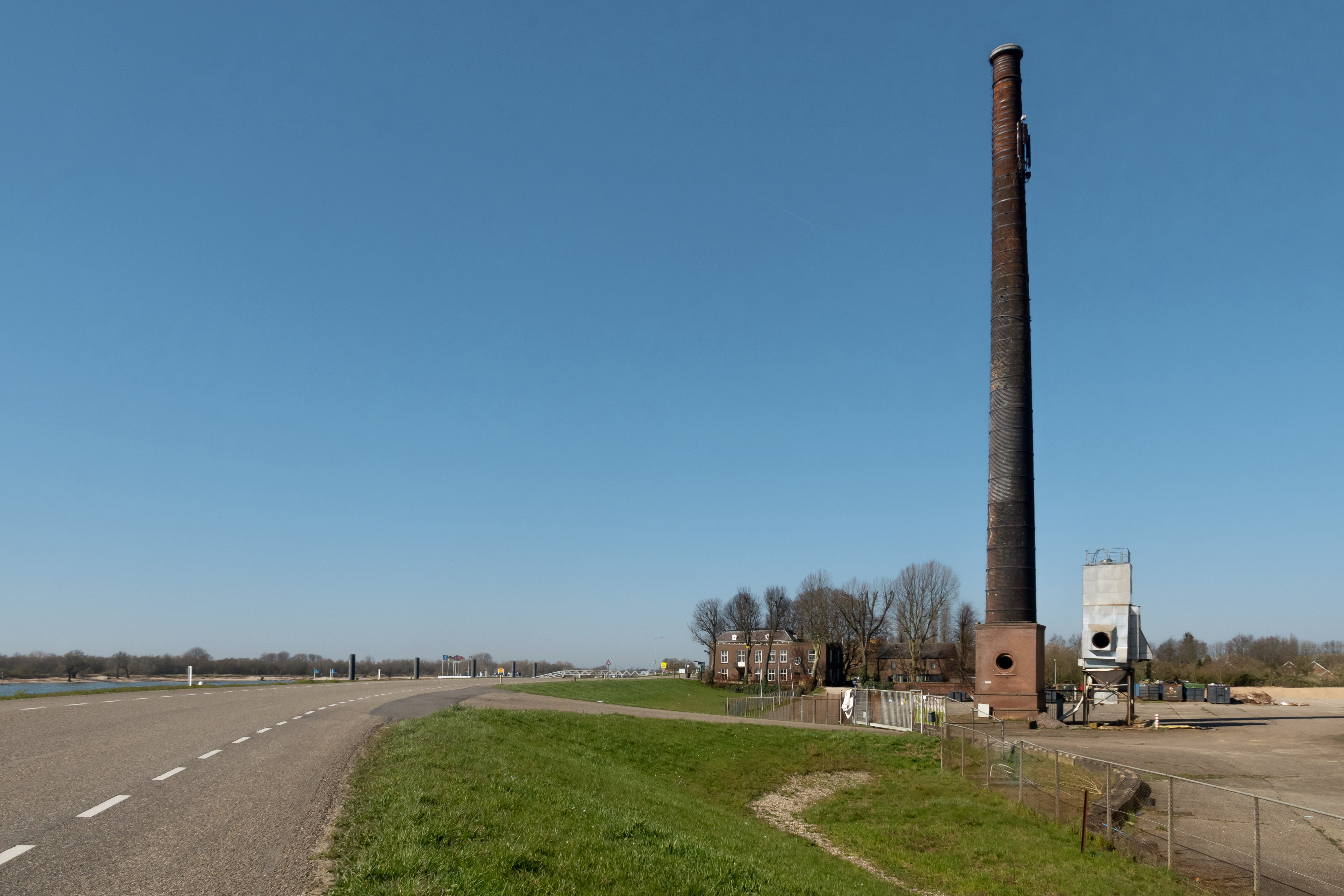
Tolkamer, l'ancienne briqueterie

Tolkamer est un village situé dans la commune néerlandaise de Zevenaar, dans la province de Gueldre.